# Robert Morse
Robert Alan Morse (Newton, 18 de maio de 1931 - Los Angeles, 20 de abril de 2022) foi um ator americano, que estrelou How to Succeed in Business Without Really Trying, tanto a produção original da Broadway de 1961, pela qual ganhou um Tony Award, quanto seu filme de 1967; e como Bertram Cooper na aclamada série dramática AMC Mad Men (2007–2015). Ele ganhou seu segundo prêmio Tony por interpretar Truman Capote na produção de 1989 da peça individual Tru. Ele reprisou seu papel de Capote em uma exibição da peça para a American Playhouse em 1992, ganhando um Primetime Emmy Award.